# أجبار كلا (دشت سر)
أجبار کلا (بالفارسية: اجبارکلا) هي قرية تقع في إيران في قسم دشت سر الريفي. يقدر عدد سكانها بـ 1,829 نسمة .